# The Station Agent
The Station Agent (bra: O Agente da Estação; prt: A Estação) é um filme estadunidense de 2003, do gênero comédia dramática, escrito e dirigido por Thomas McCarthy.

## Sinopse
Triste pela morte do melhor amigo e cansado da vida, um anão resolve morar no campo, numa estação de trem abandonada, na esperança de não ser incomodado, mas acaba fazendo amizade com um vendedor de cachorro-quente e uma artista que vive um drama pessoal.

## Prêmios e indicações
| Prêmio     | Categoria               | Recipiente   | Resultado |
| ---------- | ----------------------- | ------------ | --------- |
| BAFTA 2004 | Melhor roteiro original | Tom McCarthy | Venceu    |

## Elenco
- Peter Dinklage como Finbar McBride
- Bobby Cannavale como Joe Oramas
- Patricia Clarkson como Olivia Harris
- Michelle Williams como Emily
- Raven Goodwin como Cleo
- Joe Lo Truglio como Danny
- John Slattery como David
- Richard Kind como Louis Tiboni
- Paul Benjamin como Henry Styles

## Crítica
The Station Agent recebeu críticas positivas. No site Rotten Tomatoes, seu índice de aprovação chegou a 95%, baseado em 150 resenhas, com uma média de 8/10. No agregador Metacritic, o filme tem um índice de 81%, baseado em 36 resenhas, indicando "aclamação universal".